# Carvalho de Granito

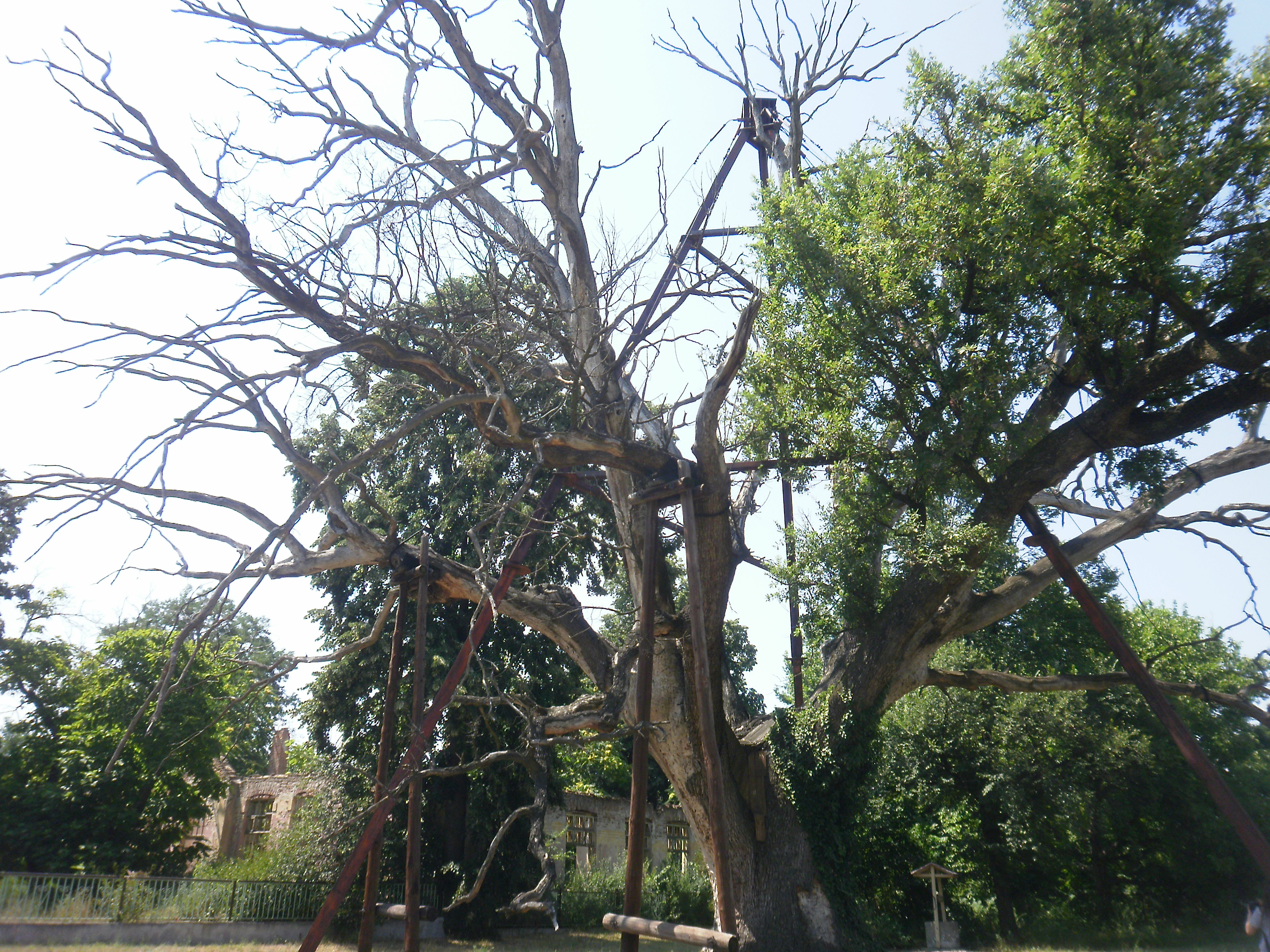
Quercus robur em Granit, Bulgária - a árvore mais antiga da Bulgária.

Carvalho de Granito (em búlgaro: Гранитски дъб) é um carvalho inglês (pedunculado) que cresce dentro dos limites da vila Granit, na Bulgária. Este pode ser o carvalho mais antigo do mundo.     
O carvalho mede 2,38 m de diâmetro e 7,46 m na altura da cintura e atinge 23,4 m de altura, mas apenas os galhos do lado leste permanecem vivos. Em março de 1982, foram colhidas amostras com uma furadeira de pressão, da qual se calculou que a árvore tinha 1637 anos. Com uma data de germinação estimada em 345 d.C., é a árvore mais antiga da Bulgária e uma das mais antigas da Europa. 
Em 1967, o Carvalho de Granito foi declarado uma árvore protegida e incluído na lista dos monumentos naturais da Bulgária.     
Em 2010, o carvalho foi destaque em um documentário "Live Eternity" (em búlgaro : Жива Вечност).